# Acid acrylic
Acid acrylic (IUPAC: prop-2-enoic acid) là một hợp chất hữu cơ với công thức CH2=CHCOOH. Đây là acid carboxylic không no đơn giản nhất, bao gồm một nhóm vinyl liên kết trực tiếp với nhóm carboxyl. Chất lỏng không màu này có mùi đặc trưng chát hay chua. Acid này có thể trộn lẫn với nước, rượu, ether, và chloroform. Hơn một ngàn kiloton acid này được sản xuất mỗi năm.

## Sản xuất

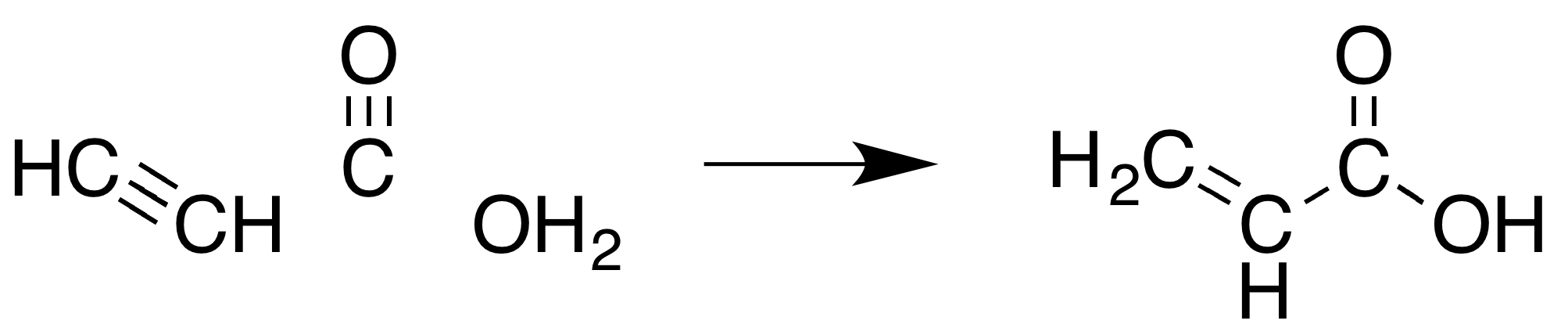
Hydrocarboxyl hóa acetylen để điều chế acid acrylic.

Acid acrylic được sản xuất từ propylen, một sản phẩm phụ trong quá trình sản xuất etilen và xăng:
CH2=CHCH3 + 3⁄2 O2 → CH2=CHCOOH + H2O
Vì propan là một nguyên liệu thô rẻ hơn so với propylen, nhiều nghiên cứu đang cố gắng phát triển một quá trình dựa trên quá trình oxy hóa chọn lọc một bước từ propan thành acid acrylic. Carboxyl hóa etylen thành acid acrylic trong điều kiện carbon dioxide siêu tới hạn là phương pháp nhiệt động lực học khả thi khi phát triển được một chất xúc tác thích hợp.
Bởi vì acid acrylic và este của nó từ lâu đã được đánh giá cao thương mại, nhiều phương pháp khác đã được phát triển, nhưng hầu hết đã bị ngừng vì lý do kinh tế hoặc môi trường. Một trong những phương pháp ban đầu là hydrocarboxyl hóa acetylen (Hóa học Reppe):
HC≡CH + CO + H2O → CH2=CHCO2H
Phương pháp này yêu cầu carbonyl niken và áp suất cao của carbon monoxide. Nó đã từng được sản xuất bằng cách thủy phân acrylonitrile, có nguồn gốc từ propen bởi khử amiđan, nhưng đã bị ngưng bởi vì các phương pháp này cũng tạo ra các các dẫn xuất amoni. Các tiền chất khác của acid acrylic hiện cũng bị bỏ rơi bao gồm ethenone và ethylen cyanohydrin.
Dow Chemical Company cùng với đối tác OPX Biotechnologies đang nghiên cứu để sử dụng đường được lên men để sản xuất acid 3-hydroxypropionic (3HP), một tiền chất của acid acrylic. The goal is to reduce greenhouse-gas emissions.

## Phản ứng và Ứng dụng
Acid acrylic có các phản ứng đặc trưng của acid cacbonxylic. khi tác dụng với một alcohol sẽ tạo thành este tương ứng. Este này và muối của acid acrylic được gọi chung là acrylat (hoặc propenoat). Các alkyl este nổi bật nhất của acid acrylic là metyl, butyl, etyl, và 2-etylhexyl acrylat.
Acid acrylic và các este của nó dễ dàng kết hợp với nhau (tạo thành acid polyacrylic) hoặc các monome khác (vd: Acrylamide, Acrylonitrile, hợp chất vinyl, stiren và butadien) bằng cách phản ứng với các liên kết đôi của chúng, hình thành homopolymer hoặc copolymer, được sử dụng để sản xuất các loại nhựa, sơn phủ, chất kết dính, chất đàn hồi khác, cũng như sơn màu và sơn sàn.
Acid acrylic là một hợp chất, được sử dụng trong nhiều ngành công nghiệp như ngành công nghiệp tã, ngành xử lý nước hoặc công nghiệp dệt. Trên quy mô toàn cầu, tỷ lệ tiêu thụ acid acrylic dự kiến đạt hơn 8.000 tấn, cho đến năm 2020. Mức tăng này dự kiến sẽ xảy ra do sử dụng sản phẩm này trong các ứng dụng mới, bao gồm sản phẩm chăm sóc cá nhân, chất tẩy rửa và sản phẩm được sử dụng cho người lớn không tự chủ.

## Nhóm thế
Nhóm thế acid acrylic có thể được hình thành từ một nhóm nhóm acyl hoặc một nhóm carboxyalkyl, tùy thuộc vào phần được loại bỏ trong nhóm của phân tử.
Cụ thể hơn là:
1. Nhóm acryloyl, với việc loại bỏ −OH từ cacbon-1.
2. nhóm 2-carboxyethenyl, với việc loại bỏ một −H từ cacbon-3. Nhóm thế này được tìm thấy trong diệp lục.

## Độ an toàn
Acid acrylic gây kích ứng nghiêm trọng, ăn mòn da và đường hô hấp. Tiếp xúc vào mắt có thể gây ra những chấn thương nghiêm trọng và không thể khắc phục. Phơi nhiễm thấp sẽ gây nên những ảnh hưởng không đáng kể hoặc không có hại cho sức khỏe, trong khi phơi nhiễm cao có thể gây phù phổi. Chỉ số LD50 Là 340 mg/kg (đường miệng, chuột).
Acid acrylic là một thành phần của khói thuốc lá.